# Черн (комуна)
Комуна Черн (швед. Tjörns kommun) — адміністративно-територіальна одиниця місцевого самоврядування, що розташована в лені Вестра-Йоталанд у південно-західній Швеції.
Черн 260-а за величиною території комуна Швеції. До її складу входить острів Черн і ще 1546 острівці к протоці Каттегат. Адміністративний центр комуни — місто Шергамн.

## Населення
Населення становить 14 974 чоловік (станом на вересень 2012 року). 
| Кількість населення комуни Черн за 1970-2010 роки | Кількість населення комуни Черн за 1970-2010 роки | Кількість населення комуни Черн за 1970-2010 роки | Кількість населення комуни Черн за 1970-2010 роки | Кількість населення комуни Черн за 1970-2010 роки |
| ------------------------------------------------- | ------------------------------------------------- | ------------------------------------------------- | ------------------------------------------------- | ------------------------------------------------- |
| Рік                                               |                                                   |                                                   | Населення                                         |                                                   |
| 1970                                              | 1970                                              |                                                   | 9 334                                             | 9 334                                             |
| 1975                                              | 1975                                              |                                                   | 10 618                                            | 10 618                                            |
| 1980                                              | 1980                                              |                                                   | 11 701                                            | 11 701                                            |
| 1985                                              | 1985                                              |                                                   | 12 482                                            | 12 482                                            |
| 1990                                              | 1990                                              |                                                   | 13 919                                            | 13 919                                            |
| 1995                                              | 1995                                              |                                                   | 14 602                                            | 14 602                                            |
| 2000                                              | 2000                                              |                                                   | 14 733                                            | 14 733                                            |
| 2005                                              | 2005                                              |                                                   | 15 022                                            | 15 022                                            |
| 2010                                              | 2010                                              |                                                   | 14 955                                            | 14 955                                            |
| Джерело: SCB                                      |                                                   |                                                   |                                                   |                                                   |

## Населені пункти
Комуні підпорядковано 9 міських поселень (tätort) та низка сільських, більші з яких:
- Шергамн (Skärhamn)
- Гевікснес (Höviksnäs)
- Кледесгольмен (Klädesholmen)
- Коллечерр (Kållekärr)
- Міґґенес (Myggenäs)
- Стура-Дирен (Stora Dyrön)

## Галерея

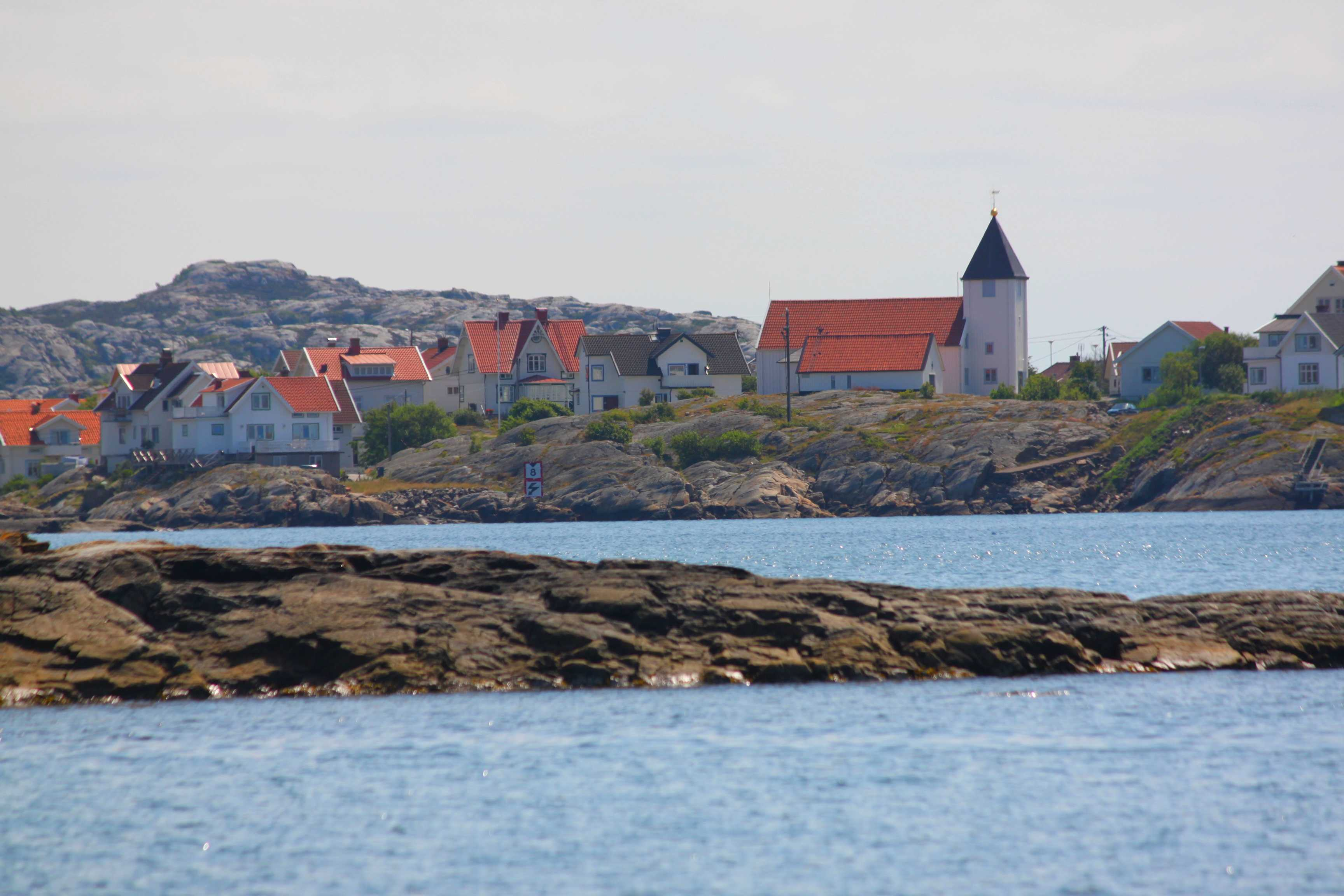
Шергамн
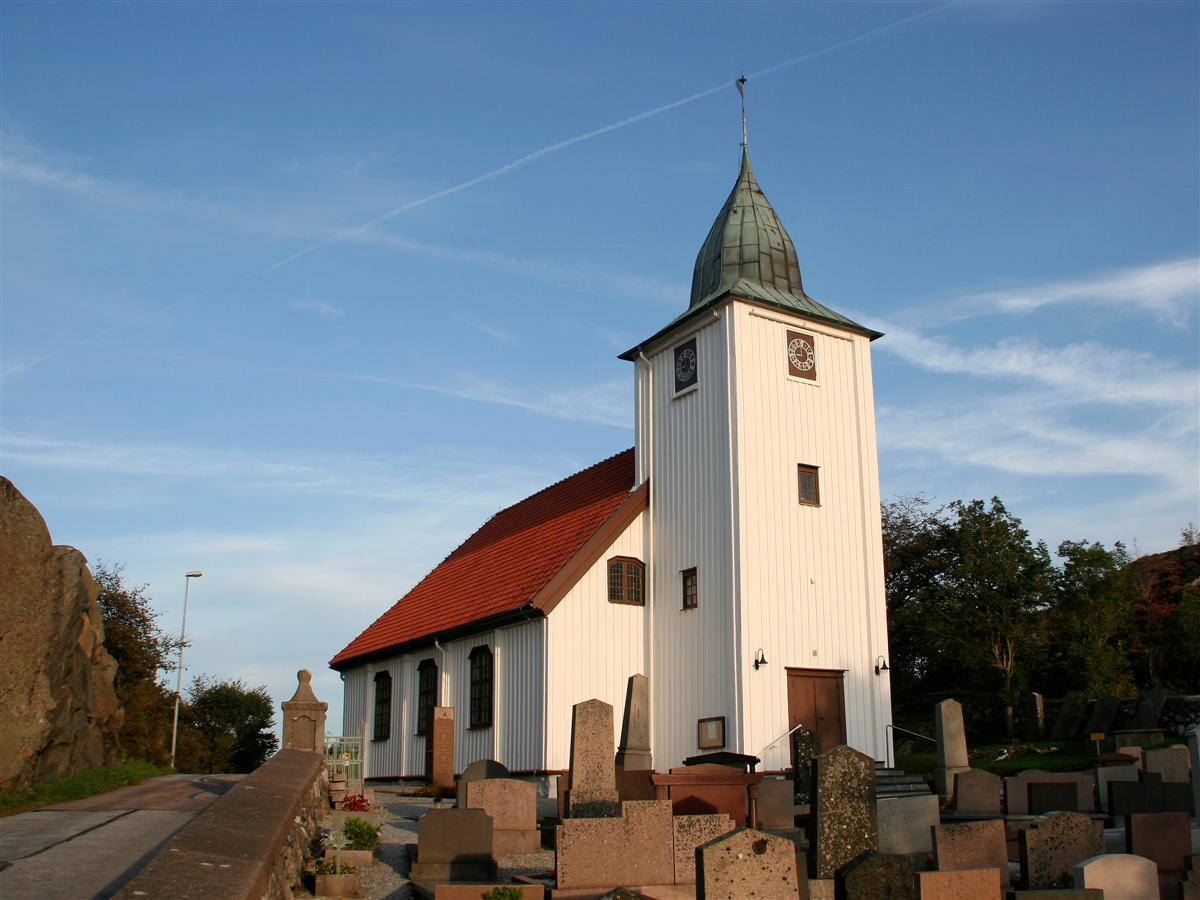
Церква (Ренненґ)
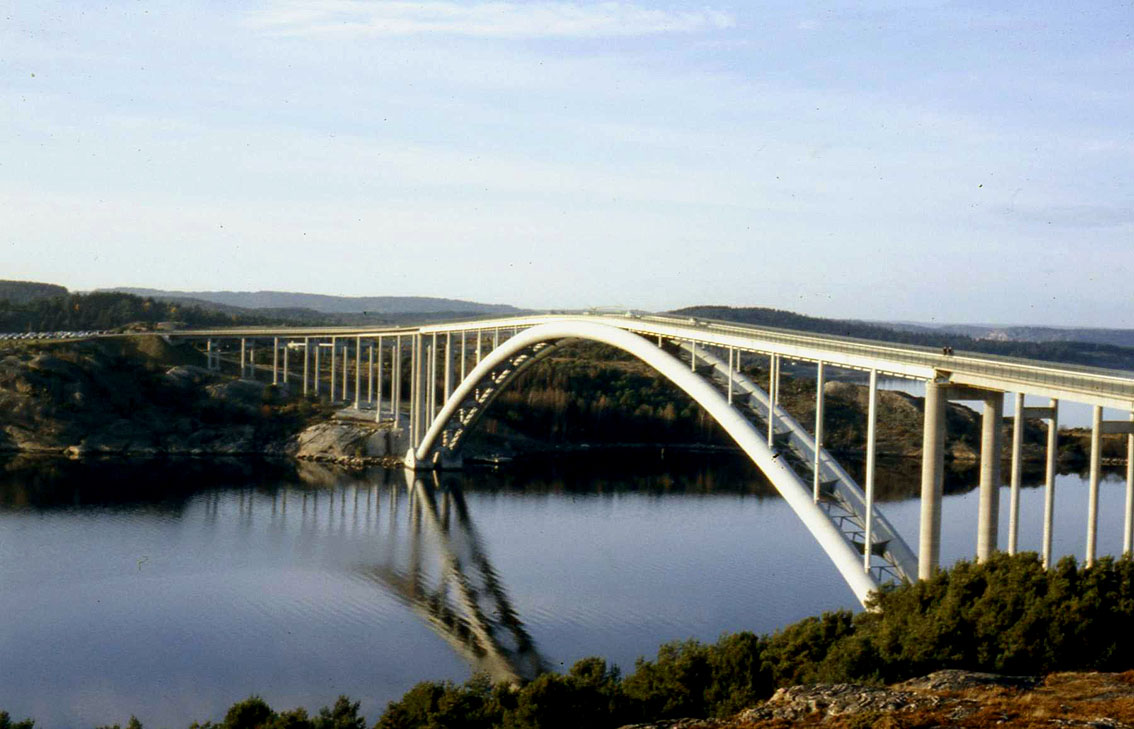
Старий міст на острів Черн (знесений 1980)
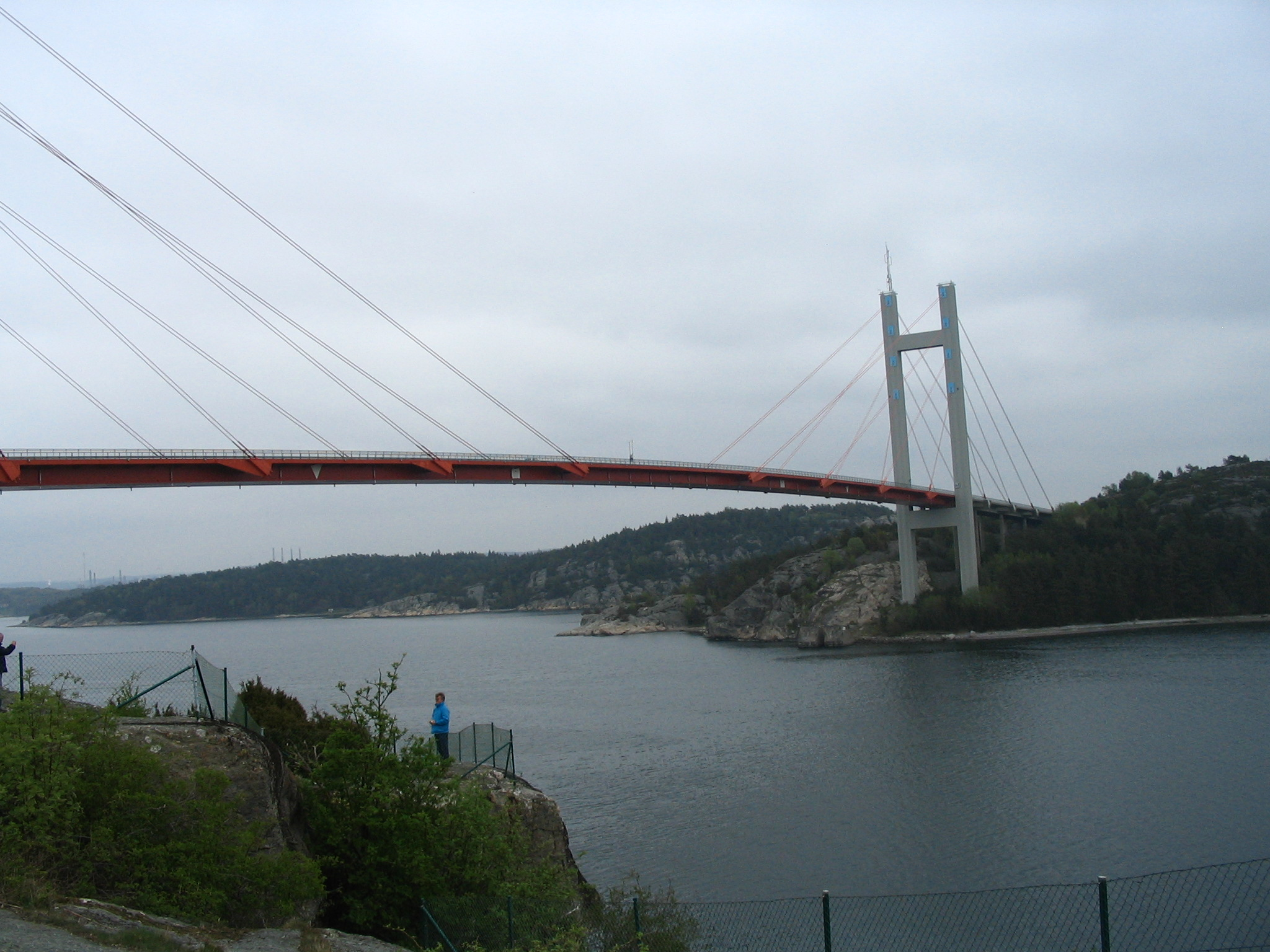
Новий міст між Стенунґсундом і островом Черн

## Виноски
1. 1 2  https://www.gp.se/37-arig-folkpartist-ska-leda-tjorns-kommun.5ee12da3-b309-49a4-9f62-0015417f6204
2. ↑  Folkmangd i riket, lan och kommuner (шв.) . Центральне бюро статистики Швеції. Архів оригіналу за 20 серпня 2013. Процитовано 25 лютого 2013.